# Alfredo Arciero
Alfredo Arciero (Caserta, 10 settembre 1968) è un regista e sceneggiatore italiano.

## Biografia
Nato a Caserta nel 1968, Arciero si forma facendo da assistente alla regia di Ettore Scola e poi affiancando come aiuto-regista cineasti quali Vincenzo Badolisani in Cinecittà... Cinecittà (1992), Alberto Sironi in Il grande Fausto (1995) ed Ugo Fabrizio Giordani ne Il sindaco (1997). Nel 1998 scrive e dirige il suo primo lungometraggio, Dio c'è, con Riccardo Rossi e Chiara Noschese, e continua la collaborazione con il regista Ugo Fabrizio Giordani scrivendo le sceneggiature dei film Teste di cocco (2000) e Promessa d'amore (2004). In questo periodo scrive le sceneggiature anche di alcuni episodi di serie televisive quali Sei forte, maestro, Angelo il custode e Don Matteo. Nel 2007 esce il suo secondo film, Family Game, che si aggiudica tre premi al BAFF 2008 per la miglior opera seconda, miglior sceneggiatura e miglior attore protagonista.
Nel 2010 firma la sceneggiatura della commedia Sharm el Sheikh - Un'estate indimenticabile, sempre per la regia di Ugo Fabrizio Giordani, oltre che per le serie televisive Intelligence - Servizi & segreti, Il tredicesimo apostolo - Il prescelto, Squadra antimafia - Palermo oggi. Nel 2017 esce il suo terzo lungometraggio dal titolo Il viaggio, ambientato tra Abruzzo e Molise. Nel 2020 filma la sceneggiatura del thriller Weekend, per la regia di Riccardo Grandi.

## Filmografia

### Regista

#### Lungometraggi
- Dio c'è (1998)
- Family Game (2007)
- Il viaggio (2017)

#### Cortometraggi
- Art of Noise - Fiaba metropolitana (1998)
- Finché morte non vi separi (2010)
- Il viaggio (2012)
- Era una giornata di sole (2019)

### Sceneggiatore
- Dio c'è, regia di Alfredo Arciero (1998)
- Teste di cocco, regia di Ugo Fabrizio Giordani (2000)
- Sei forte, maestro – serie TV (2000-2001)
- Angelo il custode – serie TV (2001)
- Promessa d'amore, regia di Ugo Fabrizio Giordani (2004)
- Don Matteo – serie TV (2006, 2008)
- Family Game, regia di Alfredo Arciero (2007)
- Intelligence - Servizi & segreti – serie TV (2009)
- Sharm el Sheikh - Un'estate indimenticabile, regia di Ugo Fabrizio Giordani (2010)
- Il tredicesimo apostolo - Il prescelto – serie TV (2012)
- Benvenuti a tavola - Nord vs Sud – serie TV (2013)
- Squadra antimafia - Palermo oggi – serie TV (2014)
- Il viaggio, regia di Alfredo Arciero (2017)
- Weekend, regia di Riccardo Grandi (2020)